# تريبنديميدين
تريبنديميدين Tribendimidine هو طيف واسع من مضادات الديدان تم تطويره في الصين، وهو مشتق من الأميدانتيل.
في التجارب السريرية، كان فعالاً جداً في علاج داء الملقوات وداء الصفر وداء السرميات، لكن الدراسات على الحيوانات أشارت إلى عدم فعاليته في علاج أمراض البلهارسيا المنسونية أو المتورّقة الكبدية.
ويرتبط تريبنديميدين مع شاندونغ شينخوا الدوائية المحدودة في زيبو، شاندونغ، الصين.
في دراسة اختبار سلامة وفعالية العلاج ب تريبنديميدين للعدوى بالديدان المعوية، قد نشر الباحثون بعض النتائج الإيجابية. المجموعة - تتألف من باحثين من المعهد الاستوائي السويسري في بازل والمعهد الوطني للأمراض الطفيلية (IPD) في شنغهاي، ومعهد يوننان للأمراض الطفيلية في سيماو، والصين، وجيانغسو معهد الأمراض الطفيلية في وشى، الصين - تظهر هذا الدواء الصيني الجديد هو أكثر نجاحا من الألبيندازول القياسي لعلاج الشصية، والدودة المستديرة الكبيرة، السوطاء، الدودة الخيطية، والدودة الشريطية.